# 3941 Haydn
A 3941 Haydn (ideiglenes jelöléssel 1973 UU5) a Naprendszer kisbolygóövében található aszteroida. Freimut Börngen fedezte fel 1973. október 27-én.